# Skrunda
Skrunda (alemán: Schrunden) es una villa letona, capital del municipio homónimo.
A 1 de enero de 2016 tiene 2232 habitantes, albergando a la tercera parte de la población del municipio.
Aunque Skrunda existe desde la Edad Media, su historia reciente está ligada a la vecina localidad de Skrunda-1, un despoblado secreto que se construyó en la Guerra Fría para albergar radares soviéticos. Se construyó en 1963 y quedó abandonada en 1998. Skrunda es villa desde 1996.
Se sitúa a orillas del río Venta sobre la carretera A9.